# 聖住寺駅
聖住寺駅（ソンジュサえき）は大韓民国慶尚南道昌原市城山区にある、韓国鉄道公社（KORAIL）鎮海線の駅である。

## 駅構造
- 島式ホーム1面1線の地上駅。

## 歴史
- 1926年11月11日：開業[1]。
- 1973年1月1日：無配置簡易駅に降格。
- 1981年10月5日：現在の位置に駅舎移設[2]。
- 1984年6月1日：普通駅に昇格[3]。
- 1985年7月1日：無配置簡易駅に降格[4]。
- 2006年11月1日：旅客扱い中止。

## 隣の駅
韓国鉄道公社
鎮海線
南昌原駅 - 聖住寺駅 - 慶和駅